# Arachnophobiac
Arachnophobiac es el octavo álbum de estudio de la banda inglesa de hard rock y heavy metal Michael Schenker Group, publicado en 2003 por Shrapnel Records. Después de participar en los nuevos trabajos de su exbanda UFO y tras rumores de problemas de salud, Michael retornó a los estudios para grabar con su vocalista Chris Logan y juntos a músicos de sesión, entre ellos Stu Hamm conocido por trabajar con Joe Satriani, y Jeremy Colson, quién trabajó con Steve Vai.

## Lista de canciones
Todas las canciones escritas por Schenker y Logan.

| N.º | Título                   | Duración |  |
| 1.  | «Evermore»               | 5:22     |  |
| 2.  | «Illusion»               | 5:24     |  |
| 3.  | «Arachnophobiac»         | 4:46     |  |
| 4.  | «Rock and Roll Believer» | 4:07     |  |
| 5.  | «Sand of Time»           | 4:38     |  |
| 6.  | «Weathervane»            | 5:02     |  |
| 7.  | «Over Now»               | 5:47     |  |
| 8.  | «One World»              | 4:06     |  |
| 9.  | «Brake the Cycle»        | 3:50     |  |
| 10. | «Alive»                  | 4:50     |  |
| 11. | «Fatal Strike»           | 4:25     |  |

## Posicionamiento en listas musicales
| País  | Lista (2001)       | Posición |
| ----- | ------------------ | -------- |
| Japón | Japan Albums Chart | 115      |

## Personal
- Michael Schenker: guitarra líder
- Chris Logan: voz
- Stu Hamm: bajo
- Jeremy Colson: batería

Músicos invitados
- Jeff Watson: guitarra rítmica pistas 3,5,7 y 9
- Jeff Okolowicz: bajo pista 9